# جواو فيرجينيا
جواو فيرجينيا (مواليد 10 أكتوبر 1999) هو لاعب كرة قدم برتغالي يلعب كحارس مرمى في نادي سبورتينغ لشبونة.